# Foro (tribunale)
Il Foro in diritto indica in senso proprio il luogo dove l'autorità giudiziaria esercita le sue funzioni e in senso traslato è l'insieme di magistrati e avvocati che lo compongono o lo frequentano. 

## Etimologia del nome
Il termine foro viene dal Foro romano, dove sedeva il pretore che giudicava nelle cause. L'attività del pretore si concretizzava nella concessione dell'actio, cioè lo strumento con cui si permetteva a un cittadino romano di ricevere tutela, nel caso in cui non ci fosse una lex che la prevedesse. Il Praetor era un giudice in diritto che concedeva le legis actiones, mentre il giudizio sul fatto era compito dei giudici e avveniva fuori dal foro.

## Significato del termine
Foro assume anche significati specifici:
- di competenza per territorio di un determinato magistrato civile o penale
  - all'interno di essa si parla di foro dell'esecuzione per indicare le regole della competenza territoriale per la fase di esecuzione
  - foro fiscale o della pubblica amministrazione, la regola in Italia secondo la quale, nelle cause in cui è parte la pubblica amministrazione, la competenza territoriale si sposta al magistrato che ha sede nelle località dove c'è l'Avvocatura dello Stato (sedi di Corte d'Appello).

- di giurisdizione dove si distinguono, oltre al foro ordinario civile e penale, anche un foro amministrativo, un foro militare, ecc.

- foro ecclesiastico, principio esistente negli scorsi secoli, in base al quale un ecclesiastico doveva essere giudicato da uno speciale tribunale interno anche per i reati comuni.

## Frasi idiomatiche
Per principe del foro si intende l'avvocato più famoso di un determinato  tribunale.